# Wolf (serie de televisión)
Wolf (en hangul, 늑대; romanización revisada, Neukdae), es una serie de televisión dramática surcoreana emitida durante 2006 y protagonizada por Eric Moon de la banda Shinhwa, Uhm Tae Woong y Han Ji Min. Fue transmitida por MBC desde el 16 de enero hasta el 23 de enero de 2006, finalizando abruptamente antes de lo planeado con una longitud de 3 episodios, emitido las noches de los lunes y martes a las 21:55 (KST).
La serie fue cancelada después de un accidente automovilístico que involucró a Eric Moon y Han Ji Min durante el rodaje, no obstante, la productora Chorokbaem Media propuso posponer las grabaciones hasta julio de ese mismo año, sin resultados ya que los actores continuaron caminos diferentes y el proyecto fue cancelado definitivamente.

## Argumento
Entre Bae Dae Chul (Eric Moon) y Yoon Sung Mo (Uhm Tae Woong) comparten el mismo gusto por Han Ji Soo (Han Ji Min), compitiendo como rivales por su amor, el problema es que ella tiene una grave enfermedad que podría acabar con su vida en cualquier momento.

## Reparto

### Personajes principales
- Eric Moon como Bae Dae Chul.
- Uhm Tae Woong como Yoon Sung Mo.
- Han Ji Min como Han Ji Soo.

### Personajes secundarios
- Lee Eun como Oh Hyun Joo.
- Kang Sung Pil como Jung Pil.
- Kim Gab Soo como Bae Doo Il.
- Kil Yong Woo como Han Hong Man (Presidente).
- Choi Il Hwa como Baek Sang Rok.
- Byun Hee Bong como Yoon Gab Soo (Representante).
- Kim Hye Ok como Han Kyung Shil.
- Lee Mi Young como Moon Pil Nyeo
- Park Chul Min como Director Choi.
- Ahn Sun Young como Myung Hee.
- Park Min Hee.